# Neoribates flagellum
Neoribates flagellum är en kvalsterart som först beskrevs av Balogh 1970.  Neoribates flagellum ingår i släktet Neoribates och familjen Parakalummidae. Inga underarter finns listade i Catalogue of Life.